# Psammophilus
Genre
Psammophilus est un genre de sauriens de la famille des Agamidae.

## Répartition
Les deux espèces de ce genre sont endémiques d'Inde.

## Liste des espèces
Selon The Reptile Database (13 janvier 2016) :
- Psammophilus blanfordanus (Stoliczka, 1871)
- Psammophilus dorsalis (Gray, 1831)

## Étymologie
Étymologiquement, psammophile  désigne les organismes appréciant les substrats sableux.

## Publication originale
- Fitzinger, 1843 : Systema Reptilium, fasciculus primus, Amblyglossae. Braumüller et Seidel, Wien, p. 1-106 (texte intégral).